# Tapas

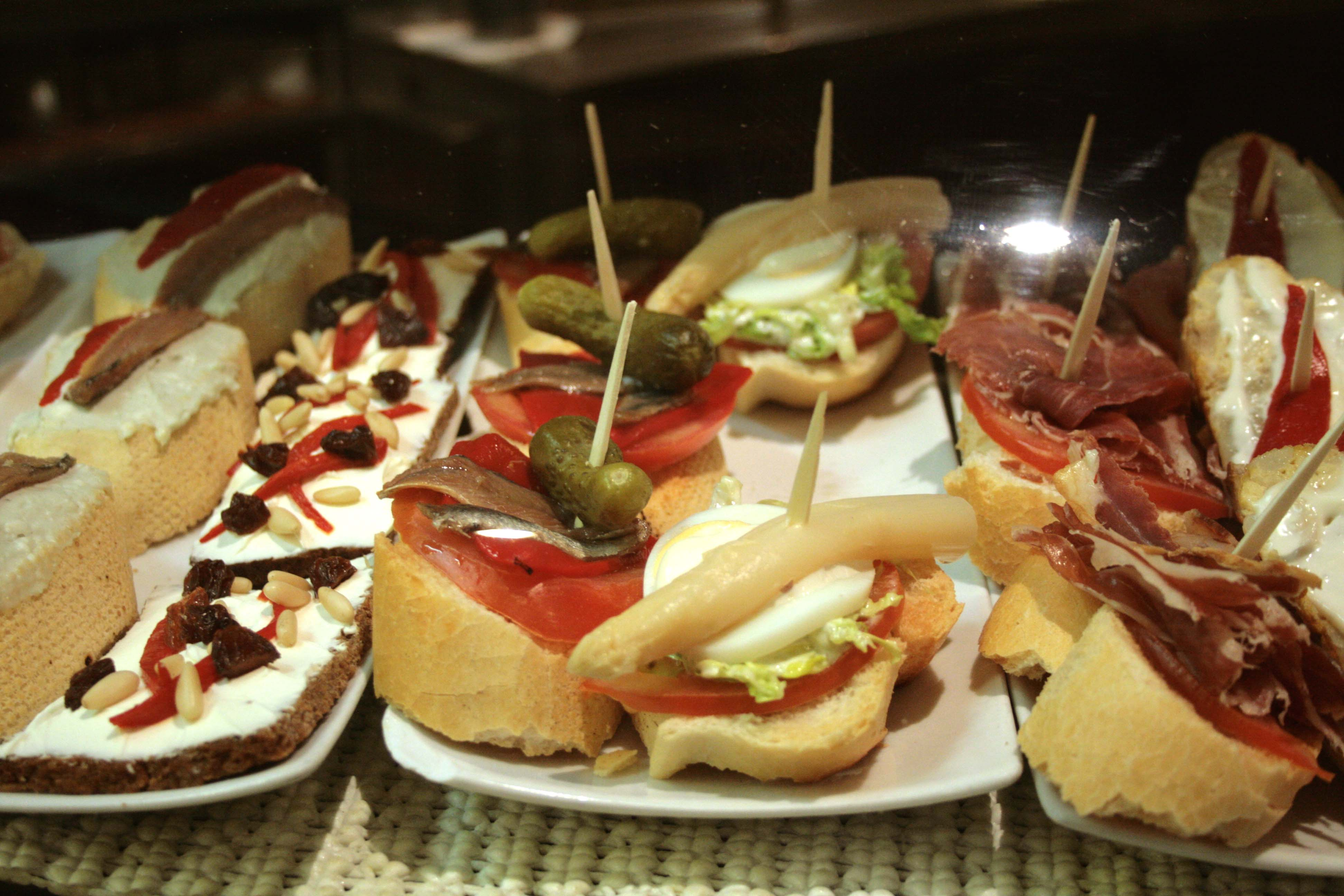
Tapas v Zaragoze

Tapas je synonymem pro malé občerstvení, degustační talířek či jednohubky. Název tapas pochází ze Španělska, kde je tento způsob stravování velice oblíben. Lze říci, že jde o způsob stravování, jenž je realizován ve společnosti přátel nebo více osob, které spolu sdílejí stůl. A protože jsou Španělé i obyvatelé Latinské Ameriky velmi družní, jsou tapas neodmyslitelnou součástí národní kultury.

## Charakteristika
Jelikož jde hlavně o společenskou záležitost, tapas jsou připravovány při rodinných sešlostech a posezeních s přáteli. K tapas patří sklenka dobrého vína, proto si je můžete objednat i ve vinárnách nebo restauracích. Typické jsou i pro nabídku barů a nočních podniků, kam se lidé chodí bavit.

## Historie
Název pochází ze španělského výrazu tapar, který znamená „přikrýt“. Údajně bylo zvykem si při večerním popíjení na čerstvém vzduchu zakrývat sklenice se sherry krajíčky chleba nebo plátky šunky, aby do nich nepadal hmyz, a pohotoví hostinští začali za tímto účelem podávat talířky s různými pochutinami. Podle jiné verze stál u zrodu tohoto způsobu stolování král Alfons X. Kastilský, kterému lékaři doporučili prokládat víno malými porcemi jídla.

## Typické potraviny
Tapas mohou obsahovat jamón (sušená vepřová šunka), vyzrálý sýr, olivy a různé salámy (chorizo, fuet) a klobásy. K tomu se přikusuje tradiční bílý chléb. V hojné míře se přidávají i ančovičky.